# Billy Bragg
Billy Bragg, rodným jménem Stephen William Bragg (* 20. prosince 1957, Barking, Londýn, Anglie) je britský zpěvák, kytarista a aktivista. Svou kariéru zahájil v roce 1977 jako člen skupiny Riff Raff a své první sólové album vydal v roce 1983. Během devadesátých let spolupracoval se skupinou Wilco.
Žije v Dorsetu se svou manželkou Juliet a synem Jackem.

## Diskografie

### Studiová alba
- Life's a Riot with Spy vs Spy (1983)
- Brewing Up with Billy Bragg (1984)
- Talking with the Taxman about Poetry (1986)
- Back to Basics (1987)
- Workers Playtime (1988)
- The Internationale (1990)
- Don't Try This at Home (1991)
- William Bloke (1996)
- Bloke on Bloke (1997)
- Mr. Love & Justice (2008)
- Fight Songs (2011)
- Tooth & Nail (2013)